# Lauterholz

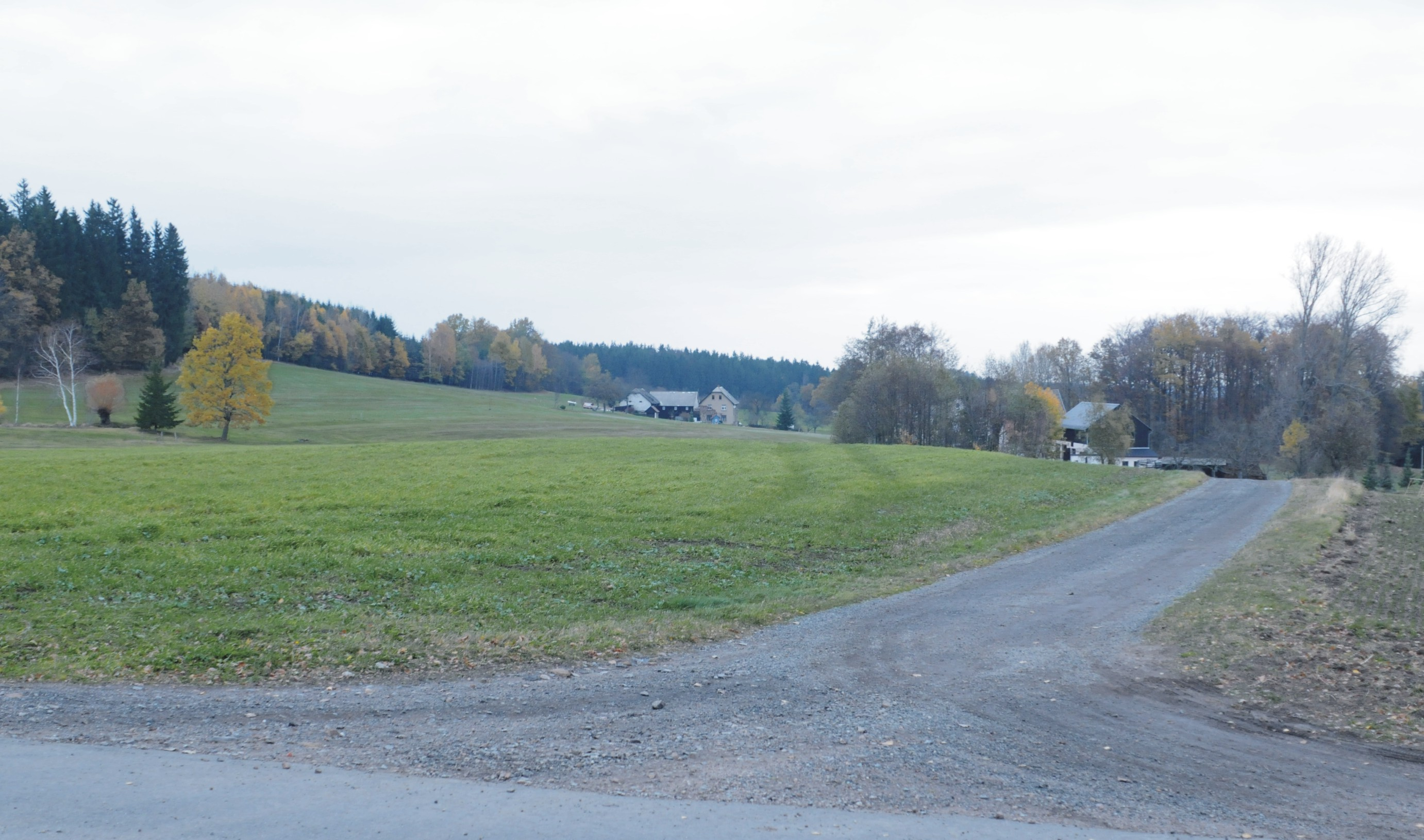
Häusergruppe von Lauterholz

Lauterholz ist eine Ortslage des Ortsteils Lauterhofen der Gemeinde Crinitzberg im Landkreis Zwickau.

## Geographische Lage
Die vier Höfe von Lauterholz liegen an der Straße von Lauterhofen nach Stangengrün.

## Geschichte
Lauterholz war ursprünglich ein Ortsteil von Hirschfeld und gehörte bis 1843 anteilig zu den Ämtern Zwickau und Wiesenburg und danach zum Amt Kirchberg. 1856 kam der Ort zum Gerichtsamt Kirchberg und 1875 zur Amtshauptmannschaft Zwickau, dessen Nachfolger der Landkreis Zwickau ist. 1912 wurden die vier Höfe des Ortsteiles Lauterholz von Hirschfeld nach Lauterhofen umgemeindet. Von Juli bis Dezember 1952 gehörte die Siedlung kurzzeitig zum Kreis Auerbach im Vogtland und wurde dann wieder in den Kreis Zwickau zurückgegliedert.  1970 wurde Lauterhofen mit Lauterholz nach Obercrinitz eingemeindet. Mit der Bildung der Gemeinde Crinitzberg im Jahre 1994 wurden Obercrinitz und Lauterhofen gleichberechtigte Ortsteile.

## Religionen
Lauterholz gehört zur evangelisch-lutherischen Kirchgemeinde St. Johannis in Obercrinitz.